# 馬鈴薯蚜
馬鈴薯蚜（学名：Aulacorthum solani）为常蚜科藤蚜屬下的一个种。